# Cocculina dalli
Cocculina dalli är en snäckart som beskrevs av Addison Emery Verrill 1884. Cocculina dalli ingår i släktet Cocculina och familjen Cocculinidae. Inga underarter finns listade i Catalogue of Life.